# Monaco op de Olympische Zomerspelen 2008
Monaco nam deel aan de Olympische Zomerspelen 2008 in Peking, China.
Monaco debuteerde op de Zomerspelen in 1920 en deed in 2008 voor de achttiende keer mee. Bij de zeventien voorgaande deelnames won Monaco nog nooit een medaille.

## Deelnemers en resultaten
De deelnemers bij het judo en het roeien namen deel op uitnodiging van de Olympische tripartitecommissie.

### Atletiek
| Olympiër          | Discipline | Resultaat | Prestatie             |
| ----------------- | ---------- | --------- | --------------------- |
| Sébastien Gattuso | 100m (m)   | 59e       | serie 9: 7de in 10,70 |

### Gewichtheffen
| Olympiër          | Discipline | Resultaat | Prestatie                                                      |
| ----------------- | ---------- | --------- | -------------------------------------------------------------- |
| Romain Marchessou | -77kg (m)  | 24e       | trekken: 27ste met 110kg stoten: 24ste met 140kg totaal: 250kg |

### Judo
| Olympiër      | Discipline | Resultaat | Prestatie                                           |
| ------------- | ---------- | --------- | --------------------------------------------------- |
| Yann Siccardi | -60kg (m)  | 21e       | voorronde: vrij 1ste ronde: V van GBR Fallon: ippon |

### Roeien
| Olympiër        | Discipline | Resultaat | Prestatie |
| --------------- | ---------- | --------- | --- |
| Mathias Raymond | skiff (m)  | 22e       | serie 4: 4de in 7.51,69 kwartfinale: 4de in 7.51,69 halve finale C/D: 6de in 7.33,06 finale D: 4de in 7.14,27 |

### Schietsport
| Olympiër        | Discipline          | Resultaat | Prestatie                                        |
| --------------- | ------------------- | --------- | ------------------------------------------------ |
| Fabienne Paseti | 10m luchtgeweer (v) | 41e       | kwalificatie: 41ste met 387 punten (94-98-98-97) |

Afghanistan · Albanië · Algerije · Amerikaanse Maagdeneilanden · Amerikaans-Samoa · Andorra · Angola · Antigua en Barbuda · Argentinië · Armenië · Aruba · Australië · Azerbeidzjan · Bahama's · Bahrein · Bangladesh · Barbados · België · Belize · Benin · Bermuda · Bhutan · Bolivia · Bosnië en Herzegovina · Botswana · Brazilië · Britse Maagdeneilanden · Bulgarije · Burkina Faso · Burundi · Cambodja · Canada · Centraal-Afrikaanse Republiek · Chili · China · Chinees Taipei · Colombia · Comoren · Congo-Brazzaville · Congo-Kinshasa · Cookeilanden · Costa Rica · Cuba · Cyprus · Denemarken · Djibouti · Dominica · Dominicaanse Republiek · Duitsland · Ecuador · Egypte · El Salvador · Equatoriaal-Guinea · Eritrea · Estland · Ethiopië · Fiji · Filipijnen · Finland · Frankrijk · Gabon · Gambia · Georgië · Ghana · Grenada · Griekenland · Groot-Brittannië · Guam · Guatemala · Guinee · Guinee‑Bissau · Guyana · Haïti · Honduras · Hongarije · Hongkong · Ierland · IJsland · India · Indonesië · Irak · Iran · Israël · Italië · Ivoorkust · Jamaica · Japan · Jemen · Jordanië · Kaaimaneilanden · Kaapverdië · Kameroen · Kazachstan · Kenia · Kirgizië · Kiribati · Koeweit · Kroatië · Laos · Lesotho · Letland · Libanon · Liberia · Libië · Liechtenstein · Litouwen · Luxemburg · Macedonië · Madagaskar · Malawi · Malediven · Maleisië · Mali · Malta · Marshalleilanden · Marokko · Mauritanië · Mauritius · Mexico · Micronesië · Moldavië · Monaco · Mongolië · Montenegro · Mozambique · Myanmar · Namibië · Nauru · Nederland · Nederlandse Antillen · Nepal · Nicaragua · Nieuw-Zeeland · Niger · Nigeria · Noord-Korea · Noorwegen · Oeganda · Oekraïne · Oezbekistan · Oman · Oostenrijk · Oost‑Timor · Pakistan · Palau · Palestina · Panama · Papoea-Nieuw-Guinea · Paraguay · Peru · Polen · Portugal · Puerto Rico · Qatar · Roemenië · Rusland · Rwanda · Saint Kitts en Nevis · Saint Lucia · Saint Vincent en Grenadines · Salomonseilanden · Samoa · San Marino · Sao Tomé en Principe · Saoedi-Arabië · Senegal · Servië · Seychellen · Sierra Leone · Singapore · Slovenië · Slowakije · Soedan · Somalië · Spanje · Sri Lanka · Suriname · Swaziland · Syrië · Tadzjikistan · Tanzania · Thailand · Togo · Tonga · Trinidad en Tobago · Tsjaad · Tsjechië · Tunesië · Turkije · Turkmenistan · Tuvalu · Uruguay · Vanuatu · Venezuela · Verenigde Arabische Emiraten · Verenigde Staten · Vietnam · Wit-Rusland · Zambia · Zimbabwe · Zuid-Afrika · Zuid-Korea · Zweden · Zwitserland
Uitgesloten van deelname: Brunei